# Antonino Biffi
Antonino Biffi (Venezia, 1666 – Venezia, 1733) è stato un compositore e contraltista italiano.

## Biografia
Studiò presumibilmente sotto l'insegnamento di Giovanni Legrenzi e il 6 luglio 1692 entrò come contralto nel coro della cappella della Basilica di San Marco. Dopo appena una settimana i procuratori gli affidarono il compito di assistere l'allora maestro di cappella Gian Domenico Partenio. Dopo la morte di quest'ultimo avvenuta nel 1701, Biffi presentò istanza per ottenere il posto vacante; oltre a lui gli altri pretendenti erano: il vice-maestro di cappella Carlo Francesco Pollarolo, Antonio Lotti e Benedetto Vinaccesi, allora ambedue organisti della Basilica. Venne scelto Biffi e fu ufficialmente nominato il 5 febbraio 1702; mantenne la carica di direttore della cappella sino alla morte. Inoltre succedette a Partenio nella posizione di direttore e maestro del coro del Conservatorio dei Mendicanti. Tra i suoi allievi ebbe Giovanni Battista Ferrandini e forse Daniel Gottlob Treu.
Le composizioni di Biffi, prevalentemente musica sacra, sono in genere influenzate dalla scuola veneziana, la quale è caratterizzata da una musica particolarmente espressiva e ricca di colore. Nonostante queste influenze siano "moderate" dalla più sobria scuola romana, egli tende all'uso dello stile concertato, ponendo in secondo piano l'uso del contrappunto.

## Lavori
- Il figliuol prodigo (oratorio, libretto di R. Ciallis, 1769, Venezia; perduto)
  - La mamma in deserto (oratorio, 1723, Venezia; perduto)
- 6 salmi:
  - Ecce quam bonus per 2 voci
  - Et exultavit con meum per 2 voci
  - Miserere per 4 voci e violini, viole e organo
  - Natus in ludea per 3 voci e basso continuo
  - Quia laetatus per 2 voci e basso continuo
  - Repleti prius per 2 voci e organo
- Varie messe e parti di messe
- Vari mottetti
- Varie cantate sacre
- Altri salmi
- Amante moribondo (cantata; framm.)
- Adorar beltà (cantata)
- La primavera (cantata)